# Kanton Brossac
Kanton Brossac (fr. Canton de Brossac) je francouzský kanton v departementu Charente v regionu Poitou-Charentes. Skládá se z 12 obcí.

## Obce kantonu
- Boisbreteau
- Brossac
- Châtignac
- Chillac
- Guizengeard
- Oriolles
- Passirac
- Saint-Félix
- Saint-Laurent-des-Combes
- Sainte-Souline
- Saint-Vallier
- Sauvignac